# Río Sieve
El río Sieve es un río de Italia que discurre íntegramente por la región de Toscana. Es afluente por la margen derecha del río Arno.
Nace en el entorno montañoso de Barberino di Mugello, donde forma un lago artificial, el lago de Bilancino. Posteriormente fluye junto a las localidades de Borgo San Lorenzo, Vicchio, Dicomano y Rufina. Su desembocadura tiene lugar en el río Arno en la ciudad de Pontassieve.
Se trata de un río de gran importancia por su caudal estacional, ya que es una de las principales fuentes del caudal del río Arno, siendo conocido en la región el refrán "Arno non cresce se Sieve non mesce" ("el Arno no crece si el Sieve no se mezcla"). Las inundaciones catastróficas del río Arno de 1966 se debieron principalmente a la crecida extraordinaria del Sieve.